# Eryx
Eryx es el único género de serpientes constrictoras de la subfamilia Erycinae, perteneciente a la familia Boidae. Comprende trece especies de pequeñas boas distribuidas por el sudeste de Europa, norte de África y Asia.

## Descripción
A diferencia de la subfamilia Boinae, son boas de pequeño tamaño. El tamaño de esta familia nunca sobrepasa los 120 cm de longitud. Sin embargo, puede que exista ejemplares que puedan superar este límite pero no para alcanzar un gran tamaño. La forma de su cabeza, como en otras boas, es igual a la de las pitones y su cola es muy estrecha.

## Comportamiento
La mayoría de estas serpientes pasan la mayor parte de su tiempo debajo de la superficie de la arena, con solo los ojos o la cabeza expuesta en la superficie. Cuando se acerca una presa, se lanzan de la arena, para morderla, empleando constricción para matarla. Se alimentan principalmente de roedores, aunque también forman parte de su dieta lagartijas y pájaros.

## Especies
Se reconocen las siguientes:
- Eryx borrii (Lanza & Nistri, 2005) - Boa de arena del norte
- Eryx colubrinus (Linnaeus, 1758) - Boa de arena común
- Eryx conicus (Schneider, 1801) - Boa de arena de cola áspera
- Eryx elegans (Gray, 1849) - Boa de arena de Asia central
- Eryx jaculus (Linnaeus, 1758) - Boa de arena de Javelin
- Eryx jayakari (Boulenger, 1888) - Boa de arena árabe
- Eryx johnii (Russell, 1801) - Boa de arena de la India
- Eryx miliaris (Pallas, 1773) - Boa de arena enana
- Eryx muelleri (Boulenger, 1892) - Boa de arena de Müller
- Eryx somalicus (Scortecci, 1939) - Boa de arena de Somalia
- Eryx tataricus (Lichtenstein, 1823) - Boa de arena de Tartaria
- Eryx vittatus (Chernov, 1959) - Boa de arena de Vittanos
- Eryx whitakeri (Das, 1991) - Boa de arena de Whitaker

Se reconocen las siguientes especies fósiles:
- Eryx linxiaensis Shi, Li, Stidham, Zhang, Jiangzuo, Chen & Ni, 2023[4] - Mioceno superior (Meseta tibetana, China).

## Taxonomía
En el pasado, la subfamilia Erycinae (Bonaparte, 1831) hubiera queda compuesta de la siguiente forma:
| Género      | Autor de taxán | Especies | Subesp.* | Nombre común           | Distribución geográfica |
| ----------- | -------------- | -------- | -------- | ---------------------- | --- |
| Charina     | Gray, 1849     | 4        | 2        | Rosy boas, rubber boas | Norteamérica desde el suroeste de Canadá hacia el sur por el oeste de los Estados Unidos y en el noroeste de México. También se encuentran en el oeste y el centro de África de Liberia y Sierra Leona a Camerún (incluyendo Isla de Bioko), la República Centroafricana, Gabón, la República del Congo y la República Democrática del Congo. En la República Democrática del Congo, ocurre casi hasta el Lago Kivu. |
| EryxT       | Daudin, 1803   | 8        | 2        | Old world sand boas    | El sureste de Europa, al norte de África, el Medio Oriente y el suroeste de Asia. |
| Gongylophis | Wagler, 1830   | 3        | 0        | Sand boas              | África a partir de Mauritania y Senegal al este de Egipto y el sur de Tanzania. También desde el extremo sur de la Península arábiga. En el subcontinente indio desde el este de Pakistán, al este de India y Bangladés, al sur hasta el noroeste de Sri Lanka. |

* sin incluir las subespecies nominales.
T Forma típica.
Hoy en día el género Charina (contiene solo dos especies) pertenece a la subfamilia Charininae junto al género Linchanura, y el género Gongylophis ha venido a formar parte del género Eryx. A la vez, el género Eryx ya no está compuesto por 8 especies sino de 13.

### Sinonimia de la subfamiliaErycinae
- Erycina - Bonaparte, 1831
- Erycidae - Bonaparte, 1840
- Erycina - Bonaparte, 1840
- Erycides - A.M.C. Duméril & Bibron, 1844
- Calabariina - Gray, 1858
- Charinidae - Cope, 1900
- Erycinae - Kuhn, 1967
- Erycinidae - Kuhn, 1967
- Calabariinae - Stafford, 1986